# 益子直美
益子 直美（ますこ なおみ、 1966年5月20日 - ）は、日本のタレント、スポーツキャスター、元バレーボール全日本代表選手。東京都葛飾区出身。株式会社サイン所属。

## 来歴

### 現役時代
テレビアニメ『アタックNo.1』にあこがれ、地元の金町中学校に入学と同時にバレーボールを始める。中学3年生で、東京都選抜に選ばれる。
1982年、地元の共栄学園高等学校に進学した。1984年の第15回春高バレーでは、バックアタックと、ジャンピング・ドライブサーブを武器に、八王子実践高等学校の連勝記録（当時）を106で止め、準優勝に輝く。同年、高校3年生で全日本代表に選ばれた。「下町のマコちゃん」のニックネームで、大林素子らと共に1980年代後半から1990年代前半の女子バレーボール界で活動した。
1985年、イトーヨーカドー女子バレーボール部に入団した。1990年、斎藤真由美らと共に、第23回日本リーグで念願の初優勝に貢献した。1991年度には主将を経験した。その後も全日本代表メンバーに選出されるが、オリンピックには出場できなかった。
1992年、現役を引退した。

### 引退後
現役引退後はテレビ局から1992年バルセロナオリンピックの出場選手の事前合宿レポートを務め、イトーヨーカドーアシスタントコーチを務めた後、1993年に退社し、1996年にはテレビ朝日のアトランタオリンピック関連のメインキャスターを務めた。
1997年4月4日から2001年4月5日、NHKの『トップランナー』の司会をアーティストの大江千里とともに務めた。
2015年9月17日、淑徳大学千葉キャンパスにて同大学バレーボール部監督就任契約の調印式を行い、10月から就任した。23年ぶりの現場復帰となった。6部リーグに在籍していたチームを2年で3部リーグに浮上させたが、自身が現役時代に苦手意識を持っていた「怒る指導」をしてしまい、その罪悪感から精神的に追い詰められ、心房細動を患う（詳細後述）。監督を退任後、スポーツメンタルコーチングを学び、のちの「怒らない指導」「監督が怒ってはいけない大会」の活動に繋がった。
2019年1月13日に福岡県宗像市で行われた「益子直美カップ小学生バレーボール大会」で「監督が絶対怒らない」が取り上げられた。
2021年6月17日、日本バレーボール協会理事に就任することが発表された。
2023年6月23日、女性初の日本スポーツ少年団本部長に就任した。また、日本スポーツ協会副会長にも就任した。

### 私生活
2002年にテレビ番組の取材で知り合った12歳年下の自転車ロードレーサー・山本雅道と、約1年半の交際期間を経てプロポーズを受け、2006年12月5日に婚姻届を提出し40歳で結婚した。自身のホームページ（下記外部リンク参照）上で報告した。挙式・披露宴は12月23日に行った。夫の山本について「年下なのですが、とってもしっかりしていて、頼りがいがあります」と語り、「40まで待ってて本当によかったなあ」と語っている。夫の地元である神奈川県藤沢市で生活し、2013年6月には同市内に夫とともにサイクル・プロショップを開店したが、2020
年に閉店し、2020年3月7日より加藤司馬が自転車専門店「K-BASE（ケーベース）」として運営している。
42歳の時子宮ポリープの切除手術を受けたのを機に不妊治療に挑み、自身の45歳の誕生日となる2011年5月20日をもって不妊治療を「卒業」した。
50歳を迎えて少しの運動で息切れを感じるようになったことで、2017年3月半ばに病院を受診して不整脈の一種である心房細動と診断を受け、重篤な症状ではないものの脳梗塞・心筋梗塞を引き起こす危険性があることから手術を決断した。同年4月13日にカテーテルアブレーション（心筋焼灼術）による手術を受けた。2時間半に及ぶ手術は成功し、2か月後には淑徳大学バレーボール部の監督に復帰している。

## 人物
- 高校時代、全日本に選ばれた選手の卒業後は当時日本リーグの頂点に君臨していた日立に進むのが自然の流れ[要出典]であり、益子も合宿には参加していたが、選手層の厚さと練習のきつさを理由に日立入りは断念し、打倒日立を目標に掲げ若手中心だったイトーヨーカドーを選んだ[22]。
- イトーヨーカドー入り後は競技を楽しむことができずに悩むことが多く、「早く引退したい」「優勝という結果を出せば引退を許される」とプレーしていたほどだった[23][24]。23歳の時に日立を降して優勝を決めた直後に監督に引退を申し出たが、全日本選出などを理由に何度も拒絶され、以降は渋々続けている状態が続き、2年が経過して引退が叶った。
- 現役時代は美人アスリートとして人気が高く、2017年にテレビ朝日系『こんなところにあるあるが。土曜・あるある晩餐会』に大林素子とともに出演した際に大林が「益子さんは退場の時に警備員がいるじゃないですか。うちのチーム（日立）はいなくて」「（ファンが）全部『イトーヨーカドーだ！』って行っちゃう」「顔と人気は勝てないので実力だけ勝とう」と当時を語っていた[25]。
- 過去に歌手としてCDを発売したことがある。当時はTBSテレビ『ニュースの森』に出演していて、番組のエンディングテーマ曲[要出典]になった。
- 『ねるとん紅鯨団』に出演、お笑いコンビのメンバーに「このお姉ちゃんがいい」と腕を掴まれ告白されたが断り、そして「ほなね」と捨て台詞を吐き走り去った事がある。これがきっかけとなりお笑いコンビは知名度が上がったという。[要出典]
- 左右の眼球を別々に動かすことができる。[要出典]スパイクの決定率を上げるにはどうすれば良いか悩んだ末、「ボールとコートの開いている場所を同時に見る」ことが目的だった。地道な努力により獲得した能力だったが、実際にはスパイクする際にボールに焦点が合わず生かすことができなかった。
- 趣味は自転車[26]とガーデニング[27]。

## 所属チーム
- 葛飾区立金町中学校
- 共栄学園高等学校
- イトーヨーカドー（1985-1992年）

## 球歴
- 全日本代表
  - 世界選手権 - 1986年、1990年
  - ワールドカップ - 1989年

## 受賞歴
- 1986年 - 第19回日本リーグ 新人賞
- 1990年 - 第23回日本リーグ ベスト6

## バレーボール通算記録
- 通算スパイク決定本数 1937本
- 通算スパイク得点 623点
- 通算スパイク打数 4573本
- 通算スパイク決定率 42.4％（1937本/4573本）
- 通算得点 812点

## 著書
- いつもハートはノーメイク（日本文化出版） ISBN 4890840125
- マスコナオミ丸裸（ケイエスエス、2002年7月） ISBN 4877095780
- バランスボールビューティ（マガジンハウス、2005年9月） ISBN 4838716052

## 写真集
- Semplice—益子直美写真集（ケイエスエス） ISBN 4877093664
- Rhapsody—益子直美写真集（ケイエスエス） ISBN 4877094806
- la vacanza—益子直美写真集（ケイエスエス） ISBN 4877095470

写真集はいずれも選手引退後に撮影・発売されたもので、上記の3タイトルのみである。

## 映像作品
- Rhapsody [DVD・VHS] （ケイエスエス）

## 映画
- ドッジGO!GO!（2002年） - 小出里香役

## 音楽

### シングル
- 「Victory ～戦う勇者たちへ～」 作詞:石川優子/作曲:石川優子/編曲:岩本正樹（1994年デビュー曲）

　c/w「だって日曜日」 作詞:石川優子/作曲:石川優子/編曲:岩本正樹
レディオ湘南で放送している、「益子直美の怒ってはいけないラジオ」では、オープニングBGMは、「Victory ～戦う勇者たちへ～」、「だって日曜日」のエンディングBGMは、instrumentalを使用している。

## メディア出演

### テレビ
- バレーボール大会中継（解説者として出演→最近は試合解説をせずスタジオでの解説が多い）[28][29][30]
- トップランナー（NHK、1997年～2001年） - 大江千里と司会。2006年、当時の司会本上まなみが出産のため降板したことで、はなとともに司会代理として一時的に復帰した。
- いのちの響（TBSテレビ）
- バンクーバーパラリンピック中継（NHK） - スタジオ司会
- 遠くへ行きたい（日本テレビ）
- レディス4（テレビ東京） - ゲスト
- 新感覚ゲーム クエスタ（NHK総合） - ゲスト
- ロンドンパラリンピック中継（NHK） - スタジオゲスト
- 日本ほのぼの散歩（BS11）- 小宮悦子、藤吉久美子らと交互に旅人
- かながわ情熱アスリート（神奈川県内ケーブルテレビ協議会加盟各局） - ナビゲーター
- 趣味Do楽 はじめての四国遍路旅（2014年8月・9月期、NHK Eテレ） - 旅人
- 趣味どきっ!「お寺の知恵拝借」（2016年8月・9月期、NHK Eテレ） - 生徒役
- おぎやはぎの愛車遍歴 NO CAR, NO LIFE!（2017年7月22日、BS日テレ） - ゲスト
- おはようコールABC（2020年4月 - 9月、ABCテレビ） - コメンテーター
- 突然ですが占ってもいいですか？（2022年3月、フジテレビ） - ゲスト[31]

### ラジオ
- ジャンヌダルクの娘たち
- ラジオ深夜便・ミッドナイトトーク（NHKラジオ第1、奇数月第1火曜日担当）
- マスコナオミのENJOY湘南SLOW LIFE!（2015年4月 - 、レディオ湘南 / 2017年4月 - 、ミュージックバード）
  - 益子直美の怒ってはいけないラジオ（2023年10月より番組タイトルを変更）